# Bogusławice (powiat płoński)
Bogusławice – wieś sołecka w Polsce położona w województwie mazowieckim, w powiecie płońskim, w gminie Płońsk.
| SIMC     | Nazwa   | Rodzaj      |
| -------- | ------- | ----------- |
| Radzymin | 1061067 | osada leśna |

W latach 1975–1998 miejscowość należała administracyjnie do województwa ciechanowskiego.
Obok miejscowości przepływa rzeczka Naruszewka, dopływ Wkry.